# Lady June
June Campbell Cramer (* 3. Juni 1931 in Doncaster, Yorkshire, England; † 7. Juni 1999 in Deià, Mallorca, Spanien), besser bekannt als Lady June, war eine englische Malerin, Dichterin und Musikerin. Sie stand in Verbindung zur Canterbury-Szene, nahm zwei Alben auf und verband bei ihren Auftritten häufig ihre Malerei, Dichtung und Musik zu Multimedia-Ereignissen.

## Biografie
Die Tochter eines schottisch-russischen Ehepaars, ihr Vater war Modehändler, wuchs zunächst in Plymouth in einem streng religiösen Umfeld auf. Ihre Jugend verbrachte Lady June – der Titel war lediglich Teil ihres Künstlernamens, sie war keineswegs adlig – in Mallorca. In den 1950ern arbeitete sie als Fotomodell zunächst in London, dann in Palma.
Auf Mallorca tauchte sie in die aktuelle Kunstszene ein. Zu den Musikern und Künstlern, mit denen sie zusammentraf, gehörte Daevid Allen, dessen Frau Gilli Smyth (1933–2016) ihre beste Freundin wurde. Mit dem Franzosen Michel Albert, einem psychedelischen Maler, lernte sie die Liebe ihres Lebens kennen. Sie zog nach Deià und begann auch zu malen.
In den späten 1960ern und Anfang der 1970er lebte Lady June in London, wo sie aufstrebende Künstler in ihrer Wohnung beherbergte und Partys organisierte, die der Underground-Kultur Auftrieb gaben. Bei einer dieser Partys zum Geburtstag von Gilli Smyth 1973 fiel Robert Wyatt aus dem Fenster und brach sich das Rückgrat.
In den 1970ern begann Lady June mit ihren Multimedia-Performances. Sie hatte unter anderem Auftritte beim International Carnival of Experimental Sound und beim Edinburgh Festival. 1974 erschien ihr erstes Album Lady Juneʼs Linguistic Leprosy, auf dem sie ihre Gedichte vortrug, untermalt mit Musik von Brian Eno und Kevin Ayers.
1975 zog Lady June zurück nach Deià, wo sie weiterhin als Künstlerin aktiv blieb. Mitte der 1990er hatte sie einen leichten Schlaganfall. 1996 erschien ihr zweites Album Hit and Myth. Sie starb 1999 während der Arbeit am dritten Album Rebela.